# Tormes
Tormes je řeka ve španělském autonomním společenství Kastilie a León, která je levostranným přítokem řeky Douro. Je dlouhá 284 km, její povodí má rozlohu 7 109 km² a průměrný průtok dosahuje 42,4 m³/s.
Pramen řeky nazvaný Fuente Tormella se nachází v pohoří Sierra de Gredos v nadmořské výšce 1 590 m n. m. Tormes protéká sídly El Barco de Ávila, Guijuelo, Alba de Tormes, Salamanca a Ledesma. Do Doura se vlévá nedaleko nedaleko Fermoselle v přírodním parku Arribes del Duero na hranici s Portugalskem.
Významnými přítoky jsou Garganta de los Caballeros, Aravalle, Corneja a Almar. K regulaci toku byly v šedesátých letech vybudovány přehrady Embalse de Santa Teresa a Presa de Almendra. V Salamance vede přes řeku most Puente Mayor, který postavili Římané v 1. století našeho letopočtu. V lednu roku 1626 došlo na řece k velké povodni, která zničila množství historických památek a zabila 142 lidí.
Horní tok řeky je využíván k rekreační kanoistice.
V desátém a jedenáctém století tvořil Tormes hranici mezi křesťanskou a muslimskou částí Španělska. Podle řeky je pojmenován pikareskní román Lazarillo z Tormesu.